# Adolfas Jucys
Adolfas Jucys (Klausgalvų Medsėdžiai, Império Russo, atualmente Lituânia, 12 de setembro de 1904 – Vilnius, 4 de fevereiro de 1974) foi um físico teórico e matemático lituano, membro da Academia de Ciências da Lituânia em 1953.
Graduado pela Universidade Vytautas Magnus em 1931, trabalhou depois com os dois criadores do método do campo autoconsistente, Douglas Hartree em Manchester (em 1938) e Vladimir Fock em Leningrado (1949–1951). Adolfas Jucys criou a escola científica de física teórica em Vilnius, e foi chefe do Departamento de Física teórica da Universidade de Vilnius (1944–1971). Organizou o primeiro Instituto de Física e Matemática da Lituânia e foi seu primeiro diretor (1956–1963), depois (1971–1974) chefe do Departamento de Cálculos Quanto-mecânicos do instituto.